# أتسوشي ناتوري
أتسوشي ناتوري (بالإنجليزية: Atsushi Natori)‏، لاعب كرة قدم ياباني، من مواليد 12 نوفمبر 1961 بمدينة سايتاما اليابانية، لعب في صفوف فريق أوراوا رد دايموندز، كما لعب 6 مباريات مع منتخب اليابان لكرة القدم.

## إحصائيات الفرق الوطنية
| منتخب اليابان لكرة القدم | منتخب اليابان لكرة القدم | منتخب اليابان لكرة القدم |
| السنة                    | المباريات                | الأهداف                  |
| ------------------------ | ------------------------ | ------------------------ |
| 1988                     | 1                        | 0                        |
| 1989                     | 5                        | 0                        |
| المجموع                  | 6                        | 0                        |

## روابط خارجية
- أتسوشي ناتوري على موقع الاتحاد الدولي (مؤرشف)  (الإنجليزية)
- أتسوشي ناتوري على موقع رابطة كرة القدم اليابانية للمحترفين (اليابانية)
- أتسوشي ناتوري على موقع قاعدة بيانات كرة القدم.إي يو (الإنجليزية)
- أتسوشي ناتوري على موقع ناشيونال فوتبول تيمز (الإنجليزية)
- أتسوشي ناتوري على موقع عالم كرة القدم.نت (الإنجليزية)